# Blue Demon (série télévisée)
Blue Demon est une série télévisée en langue espagnole produite par Teleset pour Televisa et Sony Pictures Television.
La série est basée sur la vie du célèbre lutteur professionnel et acteur mexicain Blue Demon.
Le 11 novembre 2016, la série a été publiée sur la plate-forme Blim.
La série met en vedette Tenoch Huerta dans le rôle de Blue Demon et Ana Brenda Contreras dans celui de Goyita.
La série a été diffusée entre le 11 novembre 2016 et le 14 avril 2017 sur le réseau Blim.
Elle est diffusée en France d'outre-mer sur le réseau La 1ère en 2019.

## Synopsis
C'est l'histoire de Blue Demon, de son origine, de sa vie et de sa légende. Mais aussi celui d’Alejandro Muñóz, l’homme fort et persévérant qui a dû parcourir un chemin semé d’obstacles au combat de sa vie. De son immense amour pour Goyita, la femme de sa vie, et comment, après s’être couronné champion, toucher le ciel pendant un moment, il découvre qu'il lui reste un plus grand défi : récupérer l'homme sous le masque.

## Distribution

### Rôles principaux
- Tenoch Huerta : Alejandro Muñóz / Blue Demon
- Ana Brenda Contreras : Gregoria Vera / Goyita
- Joaquín Cosio : Ignacio Vera
- Ianis Guerrero : Carlos Cruz
- Silverio Palacios : Tío Crescencio
- Tomás Goro : Efraín Larrañaga
- Alejandro de Marino : Franklin Fernández
- Arturo Carmona : Ala Dorada
- Andrés Almeida : Guillén
- José Sefami
- Gloria Stálina : Fina
- Ana Layevska : Silvia Garza
- Juan Pablo Medina : Docteur Buelna
- María Nela Sinisterra
- Diana Lein : Rosario Castro
- Felipe Nájera : Madariaga

### Rôles secondaires
- Arnulfo Reyes Sánchez : Checo López
- César René Vigné : Calavera
- Harding Junior : Macumbo
- Nacho Tahhan : Daniel Porier

## Saisons
| Saison | Saison | Épisodes | Épisodes | Diffusion d'origine |
| ------ | ------ | -------- | -------- | ------------------- |
|        | 1      | 20       | 20       | 11 novembre 2016    |
|        | 2      | 20       | 20       | 24 février 2017     |
|        | 3      | 25       | 25       | 14 avril 2017       |

## Prix et nominations
| Année | Prix              | Catégorie                        | Nomination           | Résultats |
| ----- | ----------------- | -------------------------------- | -------------------- | --------- |
| 2017  | TVyNovelas Awards | Meilleure Série                  | Daniel Ucros         | Nommée    |
| 2017  | TVyNovelas Awards | Meilleur Acteur dans une série   | Tenoch Huerta        | Nommé     |
| 2017  | TVyNovelas Awards | Meilleure Actrice dans une série | Ana Brenda Contreras | Gagnante  |